# Halffterina
Halffterina is een geslacht van rechtvleugeligen uit de familie veldsprinkhanen (Acrididae). De wetenschappelijke naam van dit geslacht is voor het eerst geldig gepubliceerd in 1975 door Descamps.

## Soorten
Het geslacht Halffterina omvat de volgende soorten:
- Halffterina albosignata Descamps, 1975
- Halffterina furculata Descamps, 1975